# Sean Patrick Flanery
Sean Patrick Flanery (Luisiana, 11 de octubre de 1965) es un actor estadounidense. Su carrera empezó en 1992 pero comenzó a ser conocido por el papel de Indiana Jones en la serie televisiva Las aventuras del joven Indiana Jones, y desde entonces ha aparecido en más de 53 películas.

## Vida privada
Tiene un perro llamado Donut, que se ganó ese nombre por la cantidad de donuts que llegó a zamparse tras ser adoptado por Flanery.
Flanery es cinturón negro en jiu-jitsu brasileño, el cual enseña.

## Filmografía
| Año  | Título                                                     | Personaje                | Notas                               |
| ---- | ---------------------------------------------------------- | ------------------------ | ----------------------------------- |
| 1987 | A Tiger's Tale                                             | Buddy                    |                                     |
| 1993 | Kingdom Come                                               |                          | Directo a vídeo                     |
| 1994 | Frank & Jesse                                              | Zack Murphy              |                                     |
| 1995 | The Grass Harp                                             | Riley Henderson          |                                     |
| 1995 | Raging Angels                                              | Chris                    |                                     |
| 1995 | Powder                                                     | Jeremy 'Powder' Reed     |                                     |
| 1996 | Just Your Luck                                             | Ray                      | Directo a vídeo                     |
| 1996 | The Method                                                 | Christian                |                                     |
| 1996 | Eden                                                       | Dave Edgerton            |                                     |
| 1997 | Pale Saints                                                | Louis                    |                                     |
| 1997 | Suicide Kings                                              | Max Minot                |                                     |
| 1997 | Best Men                                                   | Billy Phillips           |                                     |
| 1998 | Girl                                                       | Todd Sparrow             |                                     |
| 1998 | Zach and Reba                                              | Zack Blanton             |                                     |
| 1999 | Simply Irresistible                                        | Tom Bartlett             |                                     |
| 1999 | The Boondock Saints                                        | Connor MacManus          |                                     |
| 1999 | Body Shots                                                 | Rick Hamilton            |                                     |
| 2002 | Kiss the Bride                                             | Tom Terranova            |                                     |
| 2002 | Con Express                                                | Alex Brooks              | Directo a vídeo                     |
| 2002 | D-Tox                                                      | Conner                   |                                     |
| 2002 | Lone Hero                                                  | John                     |                                     |
| 2002 | Borderline                                                 | Ed Baikman               |                                     |
| 2004 | The Gunman                                                 | Ben Simms                |                                     |
| 2005 | The Storyteller                                            | John                     |                                     |
| 2005 | Demon Hunter                                               | Jake Greyman             |                                     |
| 2007 | The Insatiable                                             | Harry Balbo              | Directo a vídeo                     |
| 2007 | Veritas, Prince of Truth                                   | Veritas                  |                                     |
| 2007 | Ten Inch Hero                                              | Noah                     |                                     |
| 2007 | The Adventures of Young Indiana Jones: Love's Sweet Song   | Indiana Jones            | Directo a vídeo                     |
| 2007 | The Adventures of Young Indiana Jones: Demons of Deception | Indiana Jones            | Directo a vídeo                     |
| 2007 | The Adventures of Young Indiana Jones: Espionage Escapade  | Indiana Jones            | Directo a vídeo                     |
| 2008 | The Adventures of Young Indiana Jones: Winds of Change     | Indiana Jones            | Directo a vídeo                     |
| 2008 | Crystal River                                              | Clay Arrendal            | 2008 "Repo! The Genetic Opera" John |
| 2009 | Deadly Impact                                              | Tom Armstrong            |                                     |
| 2009 | The Whole Truth                                            | Gary Langston            |                                     |
| 2009 | The Boondock Saints II: All Saints Day                     | Connor MacManus          |                                     |
| 2009 | Sinners & Saints                                           | Colin                    | Directo a vídeo                     |
| 2010 | Scavengers                                                 | Capitán Jekel            |                                     |
| 2010 | Saw 3D                                                     | Bobby Dagen              |                                     |
| 2011 | InSight                                                    | Detective Peter Rafferty |                                     |
| 2012 | The Devil's Carnival                                       | John                     | Cortometraje                        |
| 2013 | Phantom                                                    | Tyrtov                   |                                     |
| 2023 | Nefarious                                                  | Edward/Nefarious         |                                     |

### Televisión
| Año        | Título                                                               | Personaje                                    | Notas                             |
| ---------- | -------------------------------------------------------------------- | -------------------------------------------- | --------------------------------- |
| 1990       | Just Perfect                                                         |                                              | Telefilme                         |
| 1990       | My Life as a Babysitter                                              |                                              | Telefilme                         |
| 1992– 1993 | The Young Indiana Jones Chronicles                                   | Indiana Jones                                | 22 Episodios                      |
| 1993       | The Accident                                                         | El conductor                                 | Telefilme                         |
| 1994       | Guinevere                                                            | El rey Arturo                                | Telefilme                         |
| 1994       | The Adventures of Young Indiana Jones: Hollywood Follies             | Young Indiana Jones                          | Telefilme                         |
| 1995       | The Adventures of Young Indiana Jones: Treasure of the Peacock's Eye | Young Indiana Jones                          | Telefilme                         |
| 1995       | The Adventures of Young Indiana Jones: Attack of the Hawkmen         | Indiana Jones                                | Telefilme                         |
| 1996       | The Adventures of Young Indiana Jones: Travels with Father           | Indiana Jones (a los 20 años)                | Telefilme                         |
| 1999– 2000 | The Strip                                                            | Elvis Ford                                   | 10 Episodios                      |
| 2000       | Run the Wild Fields                                                  | Tom Walker                                   | Telefilme                         |
| 2000       | The Outer Limits                                                     | Eric                                         | Episodio: "Stasis"                |
| 2001       | The Diamond Hunters                                                  | Johnny Lance                                 | Episodio desconocido              |
| 2001       | Acceptable Risk                                                      | Bobby                                        | Telefilme                         |
| 2001       | Stargate SG-1                                                        | Orlin                                        | Episodio: "Ascension"             |
| 2001       | Touched by an Angel                                                  | Daniel Lee Corbitt                           | Episodio: "Famous Last Words"     |
| 2002       | Charmed                                                              | Adam                                         | Episodio: "Happily Ever After"    |
| 2002– 2007 | Stephen King's Dead Zone                                             | Greg Stillson / Vicepresidente Greg Stillson | 19 Episodios                      |
| 2003       | Then Came Jones                                                      | Sheriff Ben Jones                            | Telefilme                         |
| 2003       | The Twilight Zone                                                    | Dr. Paul Thorson                             | Episodio: "Cold Fusion"           |
| 2004       | Dead Lawyers                                                         | Jimmy Blake                                  | Telefilme                         |
| 2004       | 30 Days Until I'm Famous                                             | Cole Thompson                                | Telefilme                         |
| 2005       | Into the Fire                                                        | Walter Harwig, Jr.                           | Telefilme                         |
| 2006       | Savage Planet                                                        | Randall Cain                                 | Telefilme                         |
| 2006       | Secrets of a Small Town                                              | Jimmy Lee Daniels                            | Episodio piloto                   |
| 2006       | CSI: Crime Scene Investigation                                       | El gran hombre                               | Episodio: "Double Cross"          |
| 2006       | Masters of Horror                                                    | Sheriff Kevin Reddle                         | Episodio: "The Damned Thing"      |
| 2007       | KAW                                                                  | Wayne                                        | Película del canal Syfy           |
| 2007       | Numb3rs                                                              | Jeff Upchurch                                | Episodio: "Tabú"                  |
| 2009       | Criminal Minds                                                       | Darrin Call                                  | Episodio: "Haunted"               |
| 2010       | Mongolian Death Worm                                                 | Daniel                                       | Telefilme                         |
| 2011       | The Young and the Restless                                           | Sam Gibson                                   | Soap opera; April 18 - November 4 |
| 2011       | A Crush on You                                                       | Ben Martin                                   | Película de Hallmark TV           |
| 2013       | Dexter                                                               | Jacob Elway                                  | Temporada 8                       |